# Paris-Roubaix 1954
Paris-Roubaix 1954 a fost a 52-a ediție a Paris-Roubaix, o cursă clasică de ciclism de o zi din Franța. Evenimentul a avut loc pe 11 aprilie 1954 și s-a desfășurat pe o distanță de 246 de kilometri de la Paris până la velodromul din Roubaix. Câștigătorul a fost Raymond Impanis din Belgia.

## Rezultate
| Loc | Ciclist                | Timp       |
| --- | ---------------------- | ---------- |
| 1   | Raymond Impanis (BEL)  | 6h 54' 43" |
| 2   | Constant Ockers (BEL)  | +0' 06"    |
| 3   | Marcel Rijckaert (BEL) | +0' 06"    |
| 4   | Ferdinand Kübler (SUI) | +0' 06"    |
| 5   | Serge Blusson (FRA)    | +0' 06"    |
| 6   | Raoul Rémy (FRA)       | +0' 06"    |
| 7   | Marcel De Mulder (BEL) | +0' 06"    |
| 8   | Germain Derijcke (BEL) | +0' 06"    |
| 9   | Henri Surbatis (FRA)   | +0' 06"    |
| 10  | Roger Decock (BEL)     | +0' 06"    |